# Simon Cadell
Simon Cadell (19 de julio de 1950 – 6 de marzo de 1996) fue un actor británico. 

## Inicios
Su nombre completo era Simon John Cadell, y nació en Londres, Inglaterra. Era nieto de la actriz escocesa de carácter Jean Cadell, hermano de la actriz Selina Cadell y primo del también actor Guy Siner. Se educó en la Bedales School de Petersfield, donde entre sus más cercanos amigos se encontraba Gyles Brandreth, que mantuvo su amistad hasta la muerte de Cadell. Posteriormente Cadell estudió en la Escuela de Teatro Bristol Old Vic.

## Carrera
Sus primeros éxitos llegaron como actor teatral a mediados de la década de 1970. Más adelante dio voz a Blackberry en el film de animación Watership Down, adaptación de la novela de Richard Adams La colina de Watership, y actuó en diferentes papeles para varios programas televisivos británicos, entre ellos la serie Enemy at the Door. Además, también hizo algunas actuaciones para el cine.
Sin embargo, es sobre todo recordado por su personaje Jeffrey Fairbrother en la sitcom de la BBC Hi-de-Hi!, y por Mr. Dundridge en Blott on the Landscape, ambas producciones de mediados de los años ochenta. 
Para la radio fue Celeborn en el serial radiofónico de 1981 de la BBC El Señor de los Anillos, basado en la novela homónima de J. R. R. Tolkien. Además, trabajó para la sitcom de la BBC Life Without George, junto a Carol Royle, durante tres temporadas entre 1987 y 1989.
Otras producciones en las que actuó o hizo un cameo fueron Singles, Minder, Bergerac, The Kenny Everett Television Show, y la serie basada en las narraciones de Roald Dahl Tales of the Unexpected. 
En la faceta de narrador participó en la serie televisiva infantil Bump, en la BBC. Finalmente, y también como actor de voz, hizo diferentes  trabajos para comerciales televisivos.

## Vida personal
Cadell se casó con la actriz Rebecca Croft en 1985. En enero de 1993 Cadell sufrió un grave infarto agudo de miocardio tras dar un recital con Joanna Lumley en el Queen Elizabeth Hall de Londres. Los médicos indicaron que el tabaco intervino en la enfermedad (Cadell llegaba a fumar 80 cigarrillos diarios) pero, cuatro meses después de una operación de triple bypass, volvió a trabajar, actuando en Viajes con mi tía. Sin embargo, en septiembre de ese mismo año se le diagnosticó un cáncer de pulmón, y el 6 de marzo de 1996 Cadell falleció en Londres. Tenía 45 años de edad.

## Papeles televisivos

### Dramas
| Año         | Título                  | Papel                                       |
| ----------- | ----------------------- | ------------------------------------------- |
| 1978 a 1980 | Enemy at the Door       | Capitán Reinicke                            |
| 1978        | Edward & Mrs. Simpson   | Mayor John Aird                             |
| 1984        | Tales of the Unexpected | Sam Luke en el episodio «Have a Nice Death» |

### Comedias
| Año         | Título                 | Papel                     |
| ----------- | ---------------------- | ------------------------- |
| 1980 a 1984 | Hi-de-Hi!              | Prof. Jeffrey Fairbrother |
| 1985        | Blott on the Landscape | Mr. Dundridge             |
| 1987 a 1989 | Life Without George    | Larry Wade                |
| 1988 a 1991 | Singles                | Denis Duvall              |